# Leptogorgia sulfurea
Leptogorgia sulfurea är en korallart som beskrevs av Bielschowsky 1918. Leptogorgia sulfurea ingår i släktet Leptogorgia och familjen Gorgoniidae. Inga underarter finns listade i Catalogue of Life.